# جیووانی فاریا دا سیلوا
جیوانی فاریا دا سیلوا (به پرتغالی: Geovani Faria da Silva) هافبک اهل برزیل است که در شهر Vitoria و در تاریخ ۶ آوریل ۱۹۶۴ به دنیا آمده‌است.
جیوانی فاریا دا سیلوا در تیم‌های فوتبال Desportiva Ferroviária سابقهٔ حضور دارد.